# デストロイガンダム
デストロイガンダム (DESTROY GUNDAM) は、「ガンダムシリーズ」のうちのコズミック・イラ (C.E.) 年代を描いた「ガンダムSEEDシリーズ」に登場する架空の兵器。初出作品は、テレビアニメの第2作として2004年 - 2005年に放送された『機動戦士ガンダムSEED DESTINY』。人型ロボットのモビルスーツ (MS) に並ぶ「ガンダムシリーズ」の主要兵器「モビルアーマー (MA) 」の1機種で、MS形態にも変形することから「可変MS」として分類される場合もある。
作中勢力のひとつである地球連合軍が開発した機体で、頭頂高だけでも通常のMSの倍以上に達する巨大兵器。都市を破壊可能な高威力の火器を多数装備し、変形機構を併用することで移動要塞のような運用が可能となっている。一方で、普通の人間にはあつかえないほどに操縦系統が複雑化しており、人為的な強化処置を施された「エクステンデッド」と呼ばれるパイロットの搭乗が必須となっている。劇中では、連合軍特殊部隊の「ファントムペイン」に配備され、エクステンデッド兵のステラ・ルーシェやスティング・オークレーが搭乗する。また、ほかの部隊に配備された機体も相当数登場する。続編映画である『機動戦士ガンダムSEED FREEDOM』では、一部が欠損した整備不十分な機体が稼働している場面が描かれる。
「デストロイ」は英語で「破壊」を意味する。メディアや関連商品では「デストロイガンダム」と公称されるが、『機動戦士ガンダムSEED DESTINY』作中内の設定においては、同作の他のガンダムタイプ同様に「デストロイ」と呼称される。
メカニックデザインは大河原邦男。

## 設定解説
ユーラシア連邦の軍事企業アドゥカーフ・メカノインダストリー社が開発した大型可変機。ザムザザーやゲルズゲーといった大型MAのコンセプトを推し進めるとともに、これまで連合が培ったMS技術を融合した機体である。
単機でMS多数分の性能を発揮するガンダムタイプとして製造されているものの、ザフト側に対する技術的優位性が失われつつあったことと、バッテリーと装備の充実を考慮し機体は大型化した。専用OS「G.U.N.D.Am. Fortress」によって制御される機体全身に多数の砲門を備え、艦隊や多数の敵機を消滅させる絶大な火力を誇る。また、強固な装甲と陽電子リフレクターを備え、ビーム・実体弾兵器を問わず鉄壁の防御力を有している。背面の円盤型バックパックは4基の高出力ホバースラスターを内蔵したフライトユニットとして機能し、MA形態時ではこれによって大気圏内の飛行も可能とした。機体の性質上、デストロイの主形態はMA時であり、その砲撃能力をもって移動砲台として機能する。反面、同形態の運動性の低さから拠点制圧用のMS形態を持ち合わせている。
その戦闘力はMS・MAという戦術兵器を超えた戦略兵器とも呼ぶべき代物であり、単機での要塞攻略・殲滅戦を可能としている。しかし、その代償として機体制御や火器管制システムの複雑化を招いており、本機を円滑に運用するためには高い空間認識力が必要とされた。そのため、連合では身体機能を強化されたエクステンデッドの専用機として扱われている。また、本格的な格闘装備を持たないことから肉薄攻撃は不得手としている。さらに、その圧倒的な火力ゆえに機体周辺に自軍の援護部隊も配置できず、また機動性の緩慢さと接近戦装備がない事が仇となり、ひとたび近接戦に持ち込まれるとたちどころに敵の標的になってしまう弱点がある(とはいえ、本機の懐に切り込める技量を持つのはキラやシンなどの一部のエース級パイロットだけに限られる)。操縦の際には、専用のパイロットスーツを着用しなければならない。

### 武装
75mm対空自動バルカン砲塔システム イーゲルシュテルン
頭部に装備する牽制用の機関砲。
高エネルギー砲 アウフプラール・ドライツェーン
背部フライトユニットに装備される2連装×2基の長射程大出力ビーム砲。アウフプラールとはドイツ語で「衝突、反射」、ドライツェーンとは「13」の意味。
本機の最強の武装であり、一撃で艦隊を壊滅させるほどの破壊力を持つ。主にMA形態で運用されるが、フライトユニット上部に可動アームを介してマウントされているため、MS形態でも使用可能。
MA形態において鳥脚状に変形した脚部は、こうした火器の一斉射撃の際に反動を吸収する役目も担う。
熱プラズマ複合砲 ネフェルテム503
フライトユニット円周上に計20門内蔵されるビーム砲。「ネフェルテム」はエジプトの神「ネフェルティム」に由来する。作中ではMA形態、MS形態を問わず使用される。ビームを発射しつつ照射角度を変える描写もみられた。
200mmエネルギー砲 ツォーンmk2
顔面口部のビーム砲。レイダーガンダムに装備されていたツォーンの改良型モデルで、口径が2倍になっている。装備箇所の関係上、MA形態では使用できない。
1580mm複列位相エネルギー砲 スーパースキュラ
胸部の3連装大口径ビーム砲。イージスガンダムやカラミティガンダムに装備されたスキュラの発展型であり、MS形態時の強力な主砲である。MA形態では使用不可。
マーク62 6連装多目的ミサイルランチャー
背部フライトユニットに装備されたミサイルランチャー。威力はビーム兵器にはおよばないが、追尾性が高く大型であるため、並みのMSならば十分に破壊できる。また、前後を向く形で装備されているため、追尾性と合わせて広範囲をカバーできるようになっている。
両腕部飛行型ビーム砲 シュトゥルムファウスト
手甲部分にビーム砲、シュナイドシュッツSX1021を備えるデストロイの腕部。本体から分離し、ドラグーンシステムによる遠隔操作が可能な、アームユニット兼攻盾システム。「シュトゥルムファウスト」とはドイツ語で「嵐の拳骨」の意味。形態を問わず使用できる武装で、大気圏内外を問わない自律飛行能力を有する。劇場版ではライジングフリーダムや同機のシールドブーメランに容易に両断されている。
MJ-1703 5連装スプリットビームガン
両手の5指先端に装備されたビーム砲。指を曲げた状態でも発砲が可能。「シュトゥルムファウスト」使用時は腕部から切り離されて手甲部分のビーム砲とともに火器として機能する。
陽電子リフレクター発生器 シュナイドシュッツSX1021
シュトゥルムファウストに2基、フライトユニット先端に1基を備えるアンチビームフィールド発生器。
「シュナイドシュッツ」とは「勇敢なる盾」の意味。 ザムザザーやゲルズゲーなどに装備されていたものと同型で、実弾・ビーム双方に効果を持つ。劇場版では突進力のあるイモータルジャスティスのシールドブーメランの特攻にせり負けて腕部をえぐられている。

### 劇中での活躍
2クール目のオープニングでは、シルエットで登場。3クール目以降のオープニングでは、細部まで見えるようになった。
劇中ではユーラシア連邦西部における戦闘でステラ・ルーシェの搭乗機として初登場し、ネオ・ロアノークのウィンダムやスティング・オークレーのカオスと共に出撃。都市にはザフトが駐留しており、地球軍の接近に伴って出動していたが、本機はこの駐留軍をアウフプラール・ドライツェーンの一撃だけで焼き払う。その後もヨーロッパ各地の都市に配備されたザフトのMS部隊ごと街を殲滅しながら進攻し、ベルリンに到着するまで多くの都市をなぎ払った。
ベルリンではアークエンジェルと交戦し、そのゴットフリートMk.71やキラ・ヤマトのフリーダムガンダムのハイマット・フルバーストをも無傷で防御しながらの戦闘を繰り広げていたところ、ザフトからはミネルバも参戦してシン・アスカのインパルスも交えた乱戦へ発展する。途中、ネオのウィンダムがフリーダムに撃墜されたことで死の危険を感じたステラは本機の火力に物を言わせて暴れ回るが、パイロットがステラと知ったシンの説得で戦闘を停止する。しかし、フリーダムを前にしたステラは再び暴走して正面のインパルスを目がけてスーパースキュラを発射しようとするも、その直前にフリーダムのMA-M01 ラケルタ ビームサーベルによる近接攻撃を受けて砲門が損壊し、エネルギーが行き場を失って暴発したことにより生じた内部機構の誘爆を経て、天空へ向いたツォーンMk2からビームを噴出しながら機能を停止した。この戦闘でステラが戦死したことが、彼女へ好感を抱いていたシンにフリーダムとの対決を決意させる動機となる。
その後は少数ながら量産されており、ヘブンズベース攻略戦ではスティングの搭乗機を含む5機が出撃し、ザフト・反ロゴス同盟軍のディン、バビ、グフイグナイテッドやボズゴロフ級潜水艦などを破壊して多大な損害を与えた。しかし、懐に飛び込まれると弱いという本機の弱点を看破され、デスティニーガンダムとレジェンドガンダムとインパルスによって次々と撃破されていき、最終的に5機とも撃墜された。
3号機が撃墜されて、敗色濃厚でジブリールがロゴスメンバーを見捨てて緊急避難を開始し、ロゴスが降参の白旗を上げる前後でスティングオークレーの1号機撃墜後に、最後の1機がシンのデスティニーに撃墜された。
レクイエム攻防戦でも3機が出撃したが、この頃になるとベルリン戦のような破壊力を見せつける前に倒される役回りとなっており、陽電子リフレクターもトランスフェイズ装甲もビームサーベルには無力で手も足も出ず、3機ともデスティニーとレジェンドとの交戦で短時間のうちに撃墜された。
『機動戦士ガンダムSEED C.E.73 Δ ASTRAY』ではファンフェルト・リア・リンゼイの搭乗機がアグニス・ブラーエのターンデルタと交戦するが、撃墜されている。
本機は地球連合軍、ブルーコスモス、そしてロゴスがプラントとの再戦の切り札として用意していた秘密兵器であるが、本編第27話や『機動戦士ガンダムSEED C.E.73 STARGAZER』第2話ではベルリン戦以前に、プラントなどの敵陣営に本機の情報が漏洩していたことが示唆されている。漏洩した情報はデュランダルが見ており、彼には早期のロゴス非難の情報工作作戦を練られ、ベルリン襲撃直後にロゴス非難声明を出されてしまう。
C.E.75年を舞台とする劇場版『機動戦士ガンダムSEED FREEDOM』ではブルーコスモス残党の戦力として物語冒頭に登場し、地球上においてジンやザウートなどを圧倒的な火力で殲滅するが、衛星軌道上より飛来した世界平和監視機構「コンパス」のヤマト隊を率いるキラの操るライジングフリーダムのハイマットフルバーストモードの掃射を受けた上にシールドブーメランで切り裂かれ、以前よりも容易に撃破される。エルドアでの戦闘時には背部ユニットと左腕を喪失し、右胸のスーパースキュラは破損したまま応急処置で、封印された中破状態の機体も登場。修復もままならない状態で出撃した結果、ライジングフリーダムとイモータルジャスティスにコンビネーション攻撃で追い込まれ、サーベルの同時攻撃で撃破された。